# Kolding Å
Kolding Å er en å i Sydjylland, der løber gennem Kolding by. Åen begynder ca. en kilometer øst for Ejstrup, hvor  Vester Nebel Å der kommer fra nord løber sammen med Åkær Å der kommer fra vest,  og danner Kolding Å. Åen løber gennem Kolding Ådal, gennem Kolding by og ud i Kolding Fjord ved havnen. Kolding Å var i ældre tid grænsen mellem Danmark og Hertugdømmet Slesvig.
Et tilløb til Kolding Å er nær Kolding opstemmet og her ligger vandkraftværket Harteværket.

## Fiskeri
I Kolding Å kan man som lystfisker fange gedder, havørreder, bækørreder og stalling. Det kræver dog fiskekort at fiske, da fiskeretten ejes af Kolding sportsfiskerforening. Fiskekort kan købes i fiskebutikker. 

## Sejlads
Der er tilladt at sejle på Kolding Å med kano, kajak, robåde og andre ikke-motordrevne fartøjer.

### Restriktioner
- Kolding Å er åben for sejlads på følgende tidspunkter:
- Motorvejsbro (syd for Påby) - Plovfuren: 16. juni – 31. december fra kl. 8-18.
- Plovfuren – Vestre Ringgade: Hele året fra kl. 8-18.
- Vestre Ringgade – Kolding Fjord: Hele året.

Strækningen fra Vestre Ringgade til Kolding Fjord er åben for motorsejlads, dog med højst 3 knob og med begrænset støj. 
Det er ikke tilladt at sejle på andre af de kommunale vandløb.